# Oblivion (singolo)
Oblivion è un singolo del gruppo musicale britannico Bastille, pubblicato l'8 settembre 2014 come settimo estratto dal primo album in studio Bad Blood.

## Video musicale
Il videoclip, diretto da Austin Peters (il quale aveva già collaborato alla direzione dei video di Flaws e di Laura Palmer) e pubblicato il 21 luglio 2014 attraverso il canale YouTube del gruppo, ha come protagonista l'attrice Sophie Turner, la quale mima le parole del brano, cantando di fronte a un gruppo di persone in un centro di demolizione.

## Tracce
7" (Regno Unito)
- Lato A

1. Oblivion – 3:16

- Lato B

1. bad_news – 4:37

Download digitale
1. Oblivion – 3:16
2. bad_news – 4:37
3. Pompeii (Live with Film Orchestra) – 3:35
4. Bad Blood (Live Piano Version) – 3:26
5. Oblivion (Slinger Remix) – 5:21
6. bad_news (Instrumental) – 4:37
7. Oblivion (Video) – 4:10

## Formazione
- Dan Smith – voce, tastiera, pianoforte, percussioni, programmazione
- Mark Crew – tastiera, programmazione
- Verity Evanson – violoncello